# Перегрів металу
Перегрі́в мета́лу (англ. metal overheating) — дефект структури металевого матеріалу, зумовлений перевищенням допустимої температури або тривалості його нагріву.
Перегрітий метал після остигання характеризується грубозернистою структурою з різкими прямолінійними границями між структурними складовими, зменшеною пластичністю та низькою ударною в'язкістю. Перегріті сталі схильні більшою мірою до утворення тріщин при наступному гартуванні.
Найчастіше зустрічається при нагріванні металу (для сталі — 1000—1300 °С) перед вальцюванням або куванням, рідше — при відпалі, нормалізації або гартуванні а також, виникає у зоні зварних швів після дугового чи електрозварювання. Схильність сталей до перегріву залежить від їх хімічного складу й істотно знижується у разі присадки невеликих кількостей ванадію, титану, алюмінію, бору.
Перегрів середньовуглецевих сталей усувають повторним нагрівом (звичайно на 20—30°С вище від температури перекристалізації), короткочасним витримуванням і повільним охолодженням, внаслідок чого зерна металу подрібнюються. Перегрів чистих металів і сплавів, що не зазнають фазових перетворень, усувають пластичним деформуванням і подальшим рекристалізувальним відпалом.